# Pattie O'Green
Pattie O’Green est une écrivaine québécoise née à Montréal en 1980.

## Biographie
Elle publie Mettre la hache. Slam western sur l’inceste, aux Éditions du Remue-Ménage en 2015. Ce premier livre regroupe des billets de son blogue éponyme ainsi que du contenu inédit.
Son deuxième livre, Manifeste céleste. Aventures spirituelles en bottes à cap est publié aux Éditions du Remue-Ménage en 2021. Ce livre fait partie des références pour l'écoféminisme.
Pattie O’Green a participé à divers ouvrages collectifs et elle a créé et cocréé des fanzines et des œuvres hypermédiatiques dont le jeu vidéo Retraite rebirth pour la revue Mœbius.
Pattie O’Green est un pseudonyme utilisé par l’autrice.

## Œuvres

### Livres
- Mettre la hache : Slam western sur l'inceste, Montréal, Éditions du remue-ménage, 2015 (ISBN 978-2890915008, présentation en ligne)
- Manifeste céleste : Aventures spirituelles en bottes à cap, Montréal, Éditions du remue-ménage, 2021 (ISBN 978-2890917675, présentation en ligne)
- Les prophéties de la Montagne, Montréal, Éditions du Marchand de feuilles, 2023  (ISBN 9782925059288)

### Chapitres de livre
- « Accoter les aurores », dans Collectif, Faire partie du monde : Réflexions écoféministes, Éditions du remue-ménage, 2017 (ISBN 978-2890916050)
- « Stream-tease full naturel », dans Isabelle Boisclair (dir.), Christina Chung, Joëlle Papillon et Karine Rosso, Nelly Arcan : Trajectoires fulgurantes, Éditions du remue-ménage, 2017 (ISBN 978-2890915831)
- « La survenante », dans Virginie Blanchette-Doucet (dir.), Canons. 11 déclarations d'amour littéraires, Éditions VLB, 2023.  (ISBN 978-2896499779)

### Récits
- « L'œil de l'ouragan », Revue Zinc, Montréal, no 35, Spécial eau salée,‎ 2015 (présentation en ligne).
- « Venir au monde sans y mettre les pieds », Liberté, Montréal, no 327,‎ mars 2020, p. 35-38 (lire en ligne)

### Site internet
- Retraite rebirth. En route pour la pleine conscience, Montréal, Revue Mœbius, hiver 2022.